# テンポドローム
テンポドローム (Tempodrom) は、ベルリンにある会議、コンサート、スポーツなどの会場。
イレーネ・モエシンジャーによって、1980年にポツダム広場の西の、ベルリンの壁の隣に建てられた。その後何度かの移転を経て、現在はクロイツベルク地区内にある。

## 歴史
看護師であったモエシンジャーは、父の遺産800,000マルクを使ってサーカスのテントにテンポドロームを開設した。資金はすぐに底をついたものの、その翌年にドイツ上院がテンポドロームの運営継続を支援することに合意した。
最初の立地では騒音に対する苦情が寄せられたため、1985年にティーアガルテンに移転。その後連邦首相府の移転に伴い、現在の位置への移転計画が持ち上がった。

## ノイエス・テンポドローム
2002年、旧アンハルター・バーンホフ駅の跡地に竣工。古い駅舎の一部は保存されたが、トレイン・シェッドは全体が取り壊され、大きなスペースが確保された。新しいテンポドロームは、このスペースの中心に建てられ、駅舎との間には競技場が設けられた。一方、ラントヴェーア運河に向かって緑土が広がっている。新しい建物はフォン・ゲルカンが代表を務めるGMPが設計を手がけた。フロアは間取りは3つの公演スペース、小規模なレストラン、オフィス、トイレがあり、下階にはシーズン中はビアガーデンが開かれるウッド・テラスになっている。2つのアリーナはどちらも円形で、反響のための37メートルの鋼鉄とコンクリート製パネルの天井がある。大アリーナの席数は3,800席。小アリーナは400席。3つめのスペースはLiquidromと呼ばれる、直径13メートルの塩水プール。スピーカーが設置されており、耳でも楽しめる入浴体験ができる。12,500平方メートルの建物は、34,000,000ドルという当初予算の2倍の建設費用をかけ、2002年に竣工した。予算超過をめぐるスキャンダルの結果、都市開発事業を主導していたPeter Strieder上院議員は辞任することとなった。

## 財政問題
テンポドローム社は2005年に破産し、モエシンジャーは代表を辞任している。モエシンジャーと前任者のNorbert Waehlは横領の容疑で起訴されたが、2008年に無罪判決を受けた。現在、テンポドロームは2010年4月に抵当流れの恐れからランデスバンク・ベルリンから経営が移されたブレマーKPSグループによって運営されている。